# Erythrina chiapasana
Erythrina chiapasana là một loài thực vật có hoa trong họ Đậu. Loài này được Krukoff miêu tả khoa học đầu tiên.